# مصطفى تشمران
اللواء مصطفى چمران (8 مارس 1932 - 21 يونيو 1981) سياسي إيراني شغل منصب وزير الدفاع لحكومة مهدي بازركان (أول وزير دفاع إيراني بعد الثورة الإسلامية)، وقائد الحرس الثوري الإيراني وعضو في البرلمان الإيراني عن منطقة طهران، وكان تشمران قبل قيام الثورة الإسلامية في إيران أحد أهم مساعدي السيد موسى الصدر ومن المؤسسين للتنظيم اللبناني حركة المحرومين وجناحها العسكري «أفواج المقاومة اللبنانية» التي تعرف باسم حركة أمل. وهو أول مسؤول تنظيمي مركزي لحركة امل. قتل خلال الحرب العراقية الإيرانية بتاريخ 21 يونيو 1981 في منطقة الدهلاوية محافظة خوزستان.

## الولادة والدراسة

تشمران في مظاهرات في الولايات المتحدة حاملا لافتة مكتوبة عليها: نحن نريد حقوقنا الدستورية

ولد مصطفى شمران في مدينة ساوة بسنة 1931م ثم انتقل مع أسرته إلى مدينة طهران في السنة الأولى من عمره.

### في إيران
أكمل شمران المرحلة الابتدائية في مدرسة «انتصاريه» بالقرب من حي «بامنار» والمرحلة المتوسطة في مدرستي «دار الفنون» و«البرز». شارك في المجالس الدينية منها دروس تفسير القرآن لـ آية الله الطالقاني في مسجد «هدايت» وهو في سنّ الخامسة عشرة من عمره. وايضا تلقى تعليمه على يد مرتضى مطهري. تم قبوله في سنة 1953م في فرع ميكانيك الكهرباء في جامعة طهران كلية الهندسة وكان طالبا متفوقا طوال فترة الدراسة وقد نال إعجاب واهتمام أساتذته سيّما الدكتور مهدي بازركان.

### في أمريكا
في أواخر عقد 1950، انتقل إلى الولايات المتحدة للتعليم العالي، في جامعة تكساس. ثم ذهب للحصول على شهادة الدكتوراه في الفيزياء والهندسة الكهربائية والبلازما في عام 1963 الي جامعة بيركلي كاليفورنيا. وخلال ثلاث سنوات حصل على درجة الدكتوراة في الإلكترونيات والفيزياء الحيوية (هندسة الطاقة النووية) بامتياز من جامعة بركلي. ثم تم التعاقد في مختبرات بيل ومختبر الدفع النفاث التابع لناسا في سنة 1960 م. وكان يجيد اللغة الفارسية، الإنجليزية، العربية، الفرنسية، والألمانية.
واصل شمران كفاحه السياسي والديني وعلى أثر ذلك ألغيت منحته الدراسية.
أسّس شمران مع مجموعة من الطلاب الإيرانيين فرعا من الجبهة الوطنية تحت عنوان «الجبهة الوطنية الإيرانية في أمريكا» واختير عضوا في اللجنة المركزية والهيئة التنفيذية، كما تم اختياره كأوّل عضو فخري دائم في منظمة الطلاب الإيرانيين في أمريكا بسبب جهوده الحثيثة في تنمية الحركة الطلابية وكان ذلك بقرار صدر من الجمعية العامة التاسعة لمنظمة الطلاب الإيرانيين في أمريكا التي أقيمت في جامعة بيركلي في جون سنة 1962 م.
في أوائل سنة 1960م قام شمران وبالتعاون من الطلاب الإيرانيين والمسلمين من جميع البلدان الإسلامية بتأسيس «الاتحاد الإسلامي للطلاب الجامعيين في أمريكا وكندا» وهي من أنشط الإتحادات الإسلامية في أمريكا وقد تمخضت عنها «جمعية الناطقين بالفارسية» للإتحاد الإسلامي للطلاب الجامعيين.

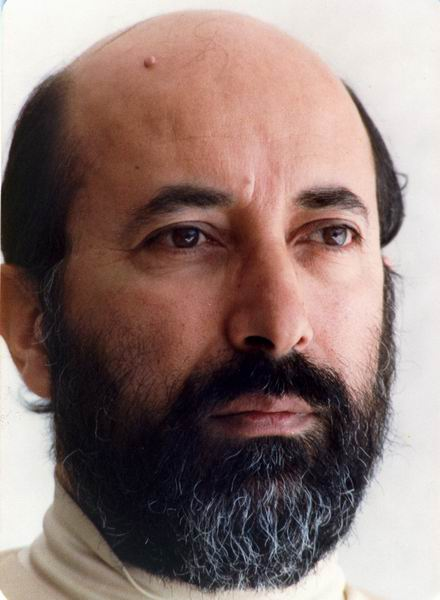
مصطفى جمران

مصطفي تشمران يعمل في المختبر في الولايات المتحدة

## التدريب العسكري

### في مصر
بعد انتفاضة الـ 15 من خرداد [5- 6- 1963م]، ارتأى شمران وسائر الأعضاء الأصليين في فرع حركة الحرية الإيرانية في خارج البلاد أنّ الحلّ الأمثل لمحاربة حكومة الشاه هو الحل العسكري، لذلك صممّوا على تأسيس قاعدة جهادية في البلدان العربية (الجزائر ومصر) وإرسال مجموعة من الأعضاء إليها لغرض التدريب العسكري هناك. وانطلاقا من هذا القرار التقى شمران وإبراهيم يزدي القنصل المصري في واشنطن وأشادا بدعوته للسفر إلى مصر كما جرت لقاءات مع سفير مصر في سويسرا فأرسلت المجموعة الأولى سنة 1964م تحت عنوان «منظمة الاتحاد والعمل» للتدريب العسكري إلى مصر.

### في لبنان
استمر التدريب في مصر إلى سنة 1964م إلّا أنّ الحرب الإعلامية المصرية ضد سيادة الأراضي الإيرانية أدى إلى توتر العلاقات بين هذه المنظمة والحكومة المصرية فانتقلت إدارة العمليات إلى لبنان، هذا ولم يدم بقاءها في لبنان طويلا بسبب اضطراب الوضع اللبناني بعد حرب الأيام الستة بين إسرائيل والعرب، إضافة إلى أنّ العلاقات اللبنانية - الإيرانية توتّرت سنة 1967م مما أدى ذلك إلى قطع العلاقات بين البلدين فأصبح من المستحيل مواصلة نشاطات الحركة في لبنان وبالتالي غادر الأعضاء لبنان نتيجة تلك الضغوط.

## العودة إلى لبنان
عاد شمران إلى لبنان مرة أخرى سنة 1390هـ تلبية لدعوة الإمام موسى الصدر قائد الشيعة في لبنان لمواصلة الّنضال السّياسي فسكن في جنوب لبنان وكان يتواصل من هناك مع الفلسطينين.

### تأسيس «حركة المحرومين»
أسّس شمران بالتعاون من الإمام موسى الصدر «حركة المحرومين» والفرع العسكري لها «أمل» وتولّى إدارة مدرسة «جبل عامل» الصناعية في منطقة «صور». انتخب شمران بعد اختطاف الإمام موسى الصدر عضواً أصلياً في قيادة «حركة المحرومين».

### نشاطات أخرى
كان شمران يرصد الأحداث السياسية والثورية في لبنان طيلة السنوات الثمانية التي أقام فيه. وعمل بجدّ في مركز منظمة أمل في منطقة «الشياح» التي تعدّ من المناطق الشيعية الفقيرة في جنوب شرق لبنان وأسّس اتحادات إسلامية للطلاب في بيروت على نمط الاتحاد الإسلامي للطلبة الجامعيين بغرض تربية الشباب الشيعي المسلم وتقديم الدروس الإسلامية لهم كما شكّل أعضاء هذه الرابطات النواة الأولية لحركة المحرومين، وكان لنشاطات شمران الأثر الهام في مساعدة الطبقة الفقيرة في لبنان، حيث تمّ إنشاء معمل حياكة السجّاد لفقراء الشيعة في منطقة صور.

## العودة إلى إيران
عاد شمران بعد انتصار الثورة (فبراير 1979م) إلى الوطن بعد رحلة دامت 23 سنة وقام بادئ ذي بدء بإقامة دورات تعليمية لقوات الحرس الثوري وتولّى مسؤولية تدريبهم بنفسه. لكنّه وبعد تعيينه معاوناً لرئيس الوزراء انشغل بحلحلة المشاكل في المناطق المتأزّمة.

### في كردستان
بدأت الفوضى والحرب المسلّحة في كردستان بعد انتصار الثورة بثمانية أيام فكلّف شمران والعميد فلاحي قائد القوات الجوية بحل الأزمة بطريقة سلمية، وبعد أن نجح في حل مشاكل مدينة «مريوان»، تصدّى لمهمة تهدئة مدينة «باوه» وباقي مدن محافظة كردستان وفي النهاية خمدت نيران الأزمة في كردستان بعد تدخّل الجيش وصمود شمران والقوات الشعبيّة.

### وزير الدّفاع
تم تعيين شمران وزيرا للدفاع بعد عودته إلى طهران وباقتراح من مجلس قيادة الثورة وأمر من الإمام الخميني في نوفمبر 1978م فأعدّ برامجا لإيجاد تغييرات وإصلاحات جذرية في الجيش ومن أهمها الاهتمام بالصناعات والبحوث العسكرية والدفاعية. وكان شمران أحد أعضاء الوفد الثلاثي الذي أرسل إلى كردستان بعد الهدوء النسبي بهدف إجراء الإصلاحات والإعمار والمفاوضات السياسية مع الشعب والمجموعات الكردية.

### عضوية مجلس الشورى الإسلامي
انتخب الدكتور شمران نائبا في مجلس الشورى الإسلامي عن محافظة طهران بعد أن حاز على مليون صوت، كما أصبح ممثلاً ومستشاراً للإمام الخميني في المجلس الأعلى للدفاع في شهر مايو سنة 1980م. ونظرا لعدم استقرار الحدود سيما الحدود الغربية، اقترح شمران- ونظراً للخبرات العسكرية الضخمة التي حصل عليها- تشكيل مجموعات قتالية مكوّنة من 10 آلاف شخص من القوات الشعبية. وقد صوّت مجلس قيادة الثورة على ذلك وكلّف الجيش بالتعاون معه، إلّا أنّ رئيس هيئة الأركان المشتركة آنذاك لم يوافق على المشروع، فأرجأ بسببه.

### تشكيل هيئة الحروب غير المنظمة
انتقل شمران بعد بدأ الحرب مع عدد من المقاتلين في كردستان إلى مدينة الأهواز لإعداد القوات الشعبية ضد هجوم ضد تقدم القوات العراقية ونفّذوا في الليلة الأولى عمليات فدائية ضد دبابات العدو التي كانت قد حاصرت مدينة الأهواز. ومن أهم ما بادر إليه الشهيد شمران تشكيل هيئة الحروب غير المنظمة في أهواز واستطاع أن يخلق خطاً دفاعياً في جبهات الغرب وجنوب أهواز. كما قامت هذه الهيئة بإنشاء وحدات هندسية نشطة بعد إعداد جماعة من المجاهدين المتطوعين وكان من برامجها إنشاء طرق عسكرية في مناطق مختلفة وإنشاء ممرات مائية لتغيير اتّجاه نهر كارون ووضعه أمام العدو للحفاظ على مدينة الأهواز، كما كان له دور مؤثر في التنسيق بين قوات الجيش والحرس الثوري والقوات الشعبية المتطوعة وقد أدّت هذه الإجراءات إلى نتائج مثمرة في حركة المقاومة في الأهواز.

## الوفاة

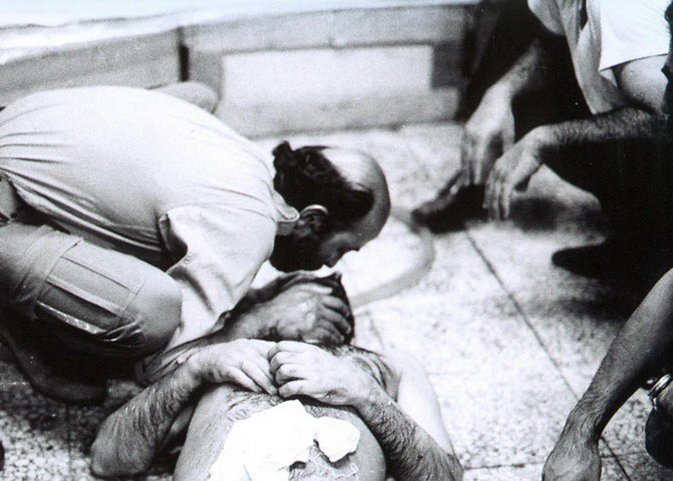
مهدي تشمران أخو مصطفي تشمران يقبل وجه أخيه المقتول

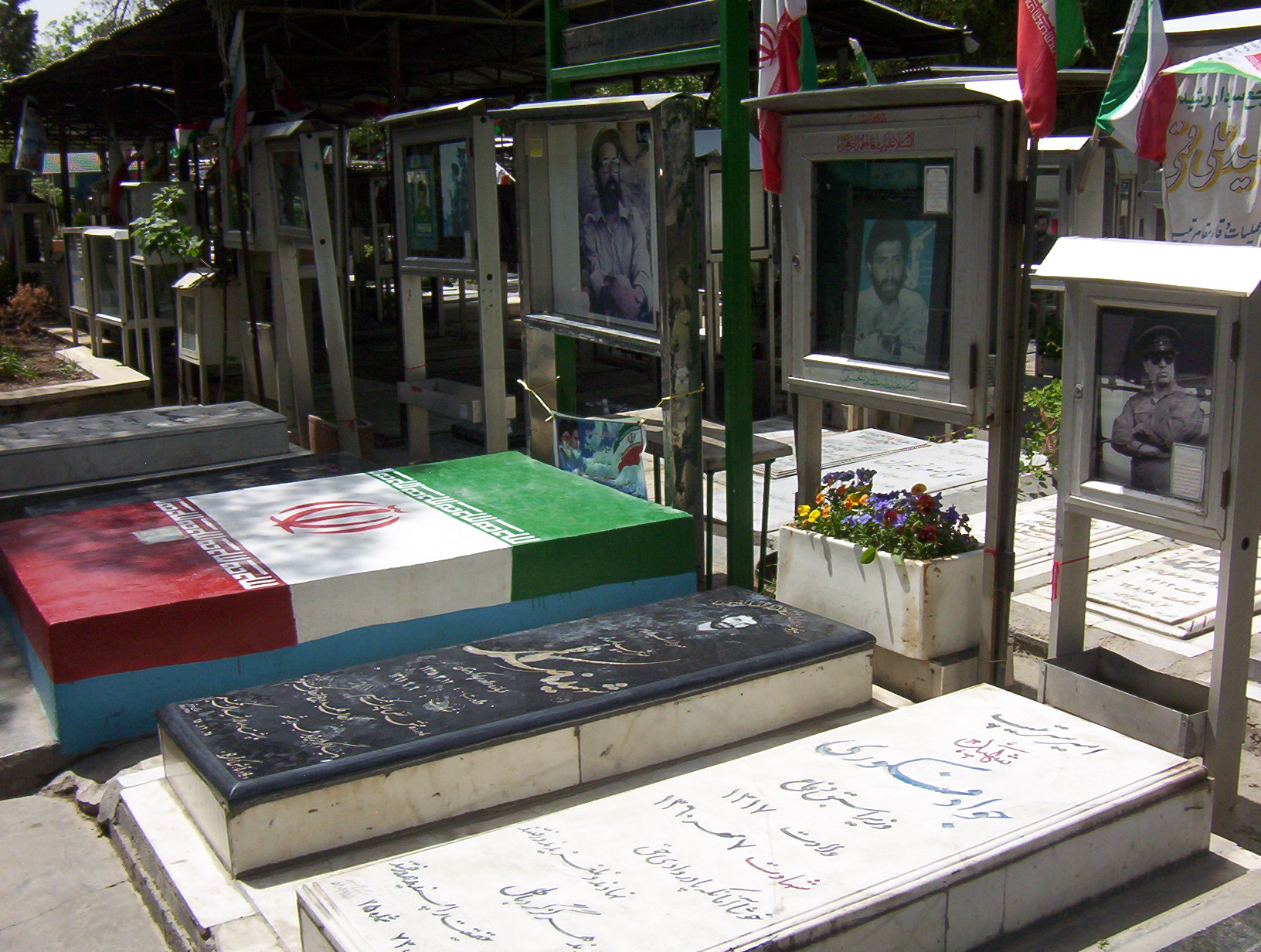
قبر شمران في مقبرة جنة الزهراء في طهران

شارك شمران في مايو 1981م في عملية تحرير سوسنجرد (الخفاجية) وتلال الله أكبر وبعد النجاح في هذه العملية نفّذ خطة للسيطرة على منطقة دهلاوية بالتعاون مع مجاهدي هيئة الحروب غير المنظّمة لكن شظية قذيفة أصابته ليسقط مقتولا في جبهة سوسنجرد ـ دهلاوية ليتم بعد ذلك نقله إلى مقبرة «جنة الزّهراء» في طهران ليدفن فيها.

### الإمام الخميني يؤبن شمران
أصدر الإمام الخميني بيانا بمناسبة استشهاد الدكتور مصطفى شمران خاطب فيه الشعب الإيراني واللبناني وأسرة الشهيد، جاء فيه:
«اتّخذ شمران الجهاد طريقا في حياته منذ البدء بها إلى النهاية وهو صاحب العقيدة النقية الخالصة ولم ينحاز إلى التحزّبات والمجموعات السياسية وكان مؤمنا بالأهداف الإلهية السامية. امتدّت حياته بنور المعرفة والقرب الإلهي ونهض مجاهداً في سبيل الله وضحّى بحياته. لقد عاش واستشهد مرفوع الرأس فاتصل بالحق. إنّ الجهاد في سبيل الله والتضحية من أجله لا من أجل الأهواء النفسية والبعد عن ضوضاء السياسة وحبّ الظهور الشيطاني، موهبتان اختص بهما رجال الله. التحق شمران بالرفيق الأعلى عزيزاً مكرماً، قدس الله روحه الزكية».

## مخطوطات شمران
طبعت مؤسسة شمران مخطوطات الدكتور شمران، تحت عنوان:
- كان الله وما كان سواه.
- علي (ع) أحلي انشودة في الكون.
- مجموعة الرؤي والمناجاة وأربع مقالات في معرفة الإنسان ومعرفة الله.
- كتابا «لبنان» و«كردستان» ويحتويان علي ذكريات الشهيد في لبنان وكردستان.

## وصلات خارجية
- چ ((ch هو عنوان فلم حول الشهيد شمران من إخراج «إبراهيم حاتمي كيا»